# Гиоргадзе, Григорий Тимофеевич
Григорий Тимофеевич Гиоргадзе (груз. გრიგოლ ტიმოთეს ძე გიორგაძე; 30 ноября 1879 или 20 ноября 1879, Кутаис, Кавказское наместничество — 18 августа 1937, Алма-Ата) — грузинский политический и общественный деятель, юрист, историк и публицист.

## Биография
Григорий Гиоргадзе родился в семье священника.  Из почётных граждан. Окончил Кутаисскую духовную семинарию  в 1902 году. Был студентом Юрьевского и Новороссийскогом университетов, а с 1907 обучался на юридическом факультете Императорского Харьковского университета, который окончил в 1909 году.
Вернувшись в Грузию, с 1909 по 1917 годы занимался юридической практикой в Кутаиси, был присяжным поверенным, редактировал местную социал-демократическую газету. С 1909 находился под полицейским политическим надзором. 
В конце 1917 или в начале 1918 года был избран во Всероссийское учредительное собрание в Закавказском избирательном округе по списку № 1 (меньшевики). 
После провозглашения независимости Грузии был назначен военным министром в правительстве Ноя Рамишвили (1918—1919), а затем был избран в Учредительное собрание Грузии. С 1920 по 1921 год возглавлял оппозиционную группу «Схиви» («Луч») в составе грузинской социал-демократической (меньшевистской) партии. После советизации Грузии отошёл от политики, работал юрисконсультом в Грузии  и занимался исследованием дореволюционной истории Грузии, сотрудничал в Государственном музее Грузии.
Был арестован и сослан в Казахстан. Работал юрисконсультом Резиносбыта в Казахстане. 5 февраля 1937 года арестован в Алма-Ате, 17 октября 1937 года осуждён к высшей мере наказания.
28 сентября 1971 года реабилитирован Верховным Судом Казахской ССР за отсутствием состава преступления.